# Xerophthalmie
Die Xerophthalmie (aus altgriechisch ξηρός xērós, deutsch ‚trocken‘, und ὀφθαλμός ophthalmós, deutsch ‚Auge‘) ist eine Vitamin-A-Mangel-bedingte Form des trockenen Auges, die insbesondere in Entwicklungs- und Schwellenländern vorkommt. Da hauptsächlich Kleinkinder betroffen sind, wird sie auch als „Kinderblindheit“ bezeichnet. Sie ist von dem in westlichen Industrienationen häufig auftretenden Syndrom des trockenen Auges zu unterscheiden. Die Bezeichnungen sind in der Literatur aber nicht einheitlich. Oft wird der Begriff Xerophthalmie auch für das trockene Auge ganz allgemein (also nicht nur bedingt durch Vitamin-A-Mangel) verwendet.

## Symptome
- Bitot-Flecken bei Vitamin-A-Mangel: ausgetrocknet erscheinende Flecken auf der Bindehaut
- Hornhaut erscheint matt und ausgetrocknet
- Starkes Jucken des Auges

## Differenzialdiagnosen
- Rheumatische Erkrankungen (z. B. Sicca-Syndrom, Sjögren-Syndrom, chronische Polyarthritis, Sklerodermie)
- Vitamin-A-Mangel
- Trachom
- Lagophthalmus

## Diagnostik
- Schirmer-Test: Beim Schirmer-Test wird die Tränensekretion durch Einhängen von Löschpapier-Streifen in den Bindehautsack gemessen.
- Diagnostik der Grunderkrankung

## Folgen

### Xerose-Keratitis
Entzündung der Hornhaut auf Grund der Ansiedelung von Xerose-Bakterien mit Bildung von zähem Schleim.

### Keratomalazie
Die Keratomalazie ist eine Erweichung und Trübung der Hornhaut. Die Keratomalazie kann in schweren Fällen zum völligen Funktionsverlust führen.

## Therapie
Die Therapie des trockenen Auges richtet sich nach der Grunderkrankung. Symptomatisch lässt sich die fehlende Tränenflüssigkeit durch Ersatzflüssigkeit therapieren.
In einer Studie konnte gezeigt werden, dass Augentropfen mit Anakinra (humaner Interleukin-Antagonist für die Behandlung rheumatoider Arthritis) bei Funktionsstörungen der Meibom-Drüsen die Xerophthalmie lindern können. Eine Zulassung ist jedoch noch ausständig.
Als Off-Label-Use werden heute oft antibiotische Augentropfen mit Azithromycin verwendet. Das Antibiotikum wirkt direkt auf die Epithelien der Meibom-Drüsen und fördert die Bildung fettigen Sekretes, welches die Augen feucht hält.